# Bryce Courtenay
Pour les articles homonymes, voir Courtenay.
Bryce Courtenay, né le 14 août 1933 à Johannesburg et mort  le 22 novembre 2012  à Canberra, est un romancier australien d'origine sud-africaine.

## Biographie
Né à Johannesburg, Courtenay a passé la plupart de ses premières années dans un petit village situé sur les monts Lebombo, dans la province de Limpopo en Afrique du Sud.
En 1955, alors qu'il étudiait le journalisme à Londres, Bryce a rencontré sa future épouse, Benita, et a émigré en Australie. Ils se sont mariés en 1959 et ont eu trois fils, Brett, Adam et Damon.
Ses romans se déroulent soit en Australie, son pays d'adoption, soit en Afrique du Sud, son pays natal. Son premier livre, La Puissance de l'ange, a été publié en 1989 et, malgré les craintes de Courtenay, est rapidement devenu l'un des livres les plus vendus en Australie par un auteur vivant. L'histoire a depuis été adaptée au cinéma avant d'être publiée dans une édition pour enfants.
Bryce Courtenay est un des auteurs ayant le plus grand succès commercial en Australie. Toutefois, seul La Puissance de l'ange a été publié aux États-Unis.

## Œuvres
- The Power of One (1989)

Il a été adapté en film en 1992 : La Puissance de l'ange.
- Tandia (1992)
- April Fool's Day (1993)
- Recipe for Dreaming (1994)
- The Potato Factory (1995)
- Tommo & Hawk (1997)
- The Family Frying Pan (1997)
- The Stranger Inside: An Erotic Adventure (1997)
- Yowie Series (1997)
- Jessica (1998)

- The Night Country (1998)
- The Power of One, Young Reader's Edition (1999)
- Solomon's Song (1999)
- Four Fires (2001)
- Smoky Joe's Cafe (2001)
- Matthew Flinders' Cat (2002)
- Brother Fish (2004)
- Whitethorn (2005)
- Sylvia (2006)
- The Persimmon Tree (2007)
- Fishing for Stars (2008)
- The Story of Danny Dunn (2009)